# Börü
Börü è un comune dell'Azerbaigian situato nel distretto di Goranboy. Conta una popolazione di 74 abitanti.